# Andreas Wallraff
Andreas Wallraff (* 1971) ist ein deutscher Physiker, spezialisiert auf Quantenphysik, und Hochschullehrer an der ETH Zürich. Er forscht auf den Gebieten der Quanten-Informationstechnik und hybriden Quantensysteme.

## Ausbildung
Andreas Wallraff studierte zuerst an der RWTH Aachen und am Imperial College London Physik und erlangte 1994 ein Physikdiplom. Dann forschte er über Solitons am Forschungszentrum Jülich und setzte sein Physikstudium an der RWTH fort, um 1997 als Diplomphysiker abzuschließen. Anschließend wechselte er an die Universität Erlangen-Nürnberg, wo er zu einer Gruppe um Alexey Ustinov am Institut für Experimentelle Physik stieß. Er experimentierte dort mit der Dynamik von Soliton und Vortex in Supraleitern und wurde im Jahr 2000 zum Dr. rer. nat. promoviert. Seine Dissertation trägt den Titel: Fluxon Dynamics in Annular Josephson Junctions: From Relativistic Strings to Quantum Particles. Zwei Jahre später wechselte er zur Yale University an das Departement für Angewandte Physik als Postdoktorand, um Quantenoptik und Quanten-Informationsverarbeitung in supraleitenden Schaltungen zu erforschen.

## Wirken
Wallraff kehrte 2005 nach Europa zurück und trat 2006 eine Stelle als Assistenzprofessor für Festkörperphysik an der ETH Zürich an. Dort setzt er die Arbeiten auf seinem Spezialgebiet an supraleitenden Schaltkreisen mit Mikrowellentechnik bei ultratiefen Temperaturen fort. Sein Team ist Teil des Programms Quantum Systems for Information Technology (QSIT) an der ETHZ. 2011 wurde er zum Ordentlichen Professor für Festkörperphysik ernannt und ist Leiter des Laboratoriums für Festkörperphysik. Zusammen mit Jonathan Home leitet er das 2021 gegründete Zentrum zur Entwicklung von Quantencomputern.

### Mitarbeit in Gremien
- Leiter der Strategiekommission des ETH-Departements Physik
- Mitglied des Schweizer Nationalfonds für das Kompetenzzentrum  Quantum Science and Technology (QSIT)
- Associate Fellow of the Canadian Institute for Advanced Research.

## Auszeichnungen
- 2006: Nicholas Kurti European Science Prize für seine Leistungen auf dem Gebiet der Quantentechnik
- 2011: Empfänger des hochdotierten  Rössler-Preises der ETH Foundation als Nachwuchswissenschaftler[7]
- 2013: European Research Council (ERC) Advanced Grant
- 2020: Helmholtz International Fellow Award
- 2020: einer der Gewinner der Falling Walls in Physikwissenschaften, Berlin.

## Veröffentlichungen
- Andreas Wallraff on Google Scholar.
- Wallraff, Andreas. ETH Zürich, Research Collection